# José Davert
Joseph Honoré Davert, dit José Davert, né le 6 septembre 1866 à Marseille et mort le 2 avril 1943 à Paris 18e, est un acteur français.

## Biographie
Évoquant la prestation de l'acteur dans La Nouvelle Aurore (1919), Charles Ford souligne que le rôle de Chéri Bibi « était tenu par un excellent acteur de composition au faciès impressionnant, José Davert ».

## Filmographie partielle
- 1919 : La Nouvelle Aurore d'Édouard-Émile Violet : Chéri-Bibi
- 1922 : L'Amie d'enfance de Félix Léonnec : le père Menot
- 1923 : La Garçonne d'Armand Du Plessy : Baron de Plombino
- 1923 : La Malchanceuse d'Émile-Bernard Donatien
- 1923 : La Maison du mystère d'Alexandre Volkoff
- 1924 : L'Héritage de cent millions d'Armand Du Plessy : Monsieur Ledru
- 1925 : Le Fantôme du Moulin-Rouge de René Clair : Gauthier, journaliste
- 1925 : Nantas d'Émile-Bernard Donatien : Nantas père
- 1925 : Les Murailles du silence de Louis de Carbonnat
- 1925 : La Brière de Léon Poirier : Aoustin
- 1926 : Zigano de Harry Piel : Matteo
- 1927 : Celle qui domine de Carmine Gallone : Sir Writhers
- 1928 : Construire un feu de Claude Autant-Lara : l'homme
- 1928 : Le Rouge et le Noir (Der geheime Kurier) de Gennaro Righelli
- 1928 : Verdun, visions d'histoire  de Léon Poirier : le vieux paysan
- 1932 : Razzia de Jacques Séverac : Omghar el Chergui
- 1932 : Les Nuits de Port-Saïd de Leo Mittler
- 1932: Maurin des Maures d'André Hugon : Grondard
- 1933 : La Fille du régiment de Pierre Billon et Carl Lamac : le contrebandier
- 1934 : Justin de Marseille de Maurice Tourneur : l'Ancien